# Margaret Morse Nice
Margaret Morse Nice (6 de diciembre de 1883 - 26 de junio de 1974) fue una ornitóloga, etóloga y psicóloga infantil estadounidense que realizó un extenso estudio de la historia vital del gorrión cantor y fue autora de Studies in the Life History of the Song Sparrow (1937). Observó y registró las jerarquías en las gallinas unas tres décadas antes que Thorleif Schjelderup-Ebbe, quien acuñó el término "orden jerárquico". Tras casarse, realizó observaciones sobre el aprendizaje del lenguaje en sus hijos y escribió numerosos trabajos de investigación. 

## Biografía
Niza nació el 6 de diciembre de 1883 en Amherst, Massachusetts. Hija de Anson D. Morse, profesor de historia en Amherst College, y Margaret Duncan (Ely), era la cuarta hija de dos hermanos mayores, Ely y William; una hermana mayor, Sara; una hermana menor, Katherine; y dos hermanos menores, Harold y Edward.
De niña se interesó por la naturaleza; su madre, que había estudiado botánica en el Mount Holyoke College cuando era el Mount Holyoke Female Seminary, le enseñó los nombres de las flores silvestres. Su primer libro sobre aves fue Jenny and the Birds (1860), de Lucy Guernsey, leído en voz alta por su madre. Más tarde conoció la obra de John B. Grant Our Common Birds and How to Know Them (1891). En su autobiografía Research Is a Passion With Me (1979), escribió que "el regalo de Navidad más preciado de mi vida llegó en 1895. Mabel Osgood Wright's Bird-Craft. Este libro tenía ilustraciones en color de aves y la guio para tomar notas sobre las aves locales cuando tenía doce años. Gracias a sus cuidadosas anotaciones, pudo incluso comparar sus notas tomadas cuando tenía 13 años y comparar las tasas de éxito de los polluelos de petirrojos americanos, gorriones chillones y papamoscas cerrojillos 61 años después.
En 1906 se licenció en Psicología por el Mount Holyoke College y en 1915 obtuvo un máster en Biología por la Universidad Clark de Worcester (Massachusetts). En la Universidad Clark era sólo una de las dos mujeres estudiantes de posgrado. Recibió una gran influencia de G. Stanley Hall y Clifton Fremont Hodge. Hall influiría en su posterior interés por la psicología infantil, mientras que Hodge la influyó en la conservación. Hodge había influido notablemente en Anthony R. Kuser para que retirara una recompensa de 100 dólares por ejemplares de palomas mensajeras y ofreciera en su lugar una recompensa de 300 dólares por permitirles anidar sin ser molestadas. Hodge tenía codornices blancas en casa y Margaret las cuidaba cuando viajaba. Para su licenciatura realizó el primer estudio exhaustivo sobre la dieta de la codorniz blanca (Colinus virginianus).

## Vida posterior
En la Universidad Clark, Margaret conoció a Leonard Blaine Nice (al que se refiere por su segundo nombre) y se casaron en 1908. Blaine fue profesor de fisiología durante dos años en la Facultad de Medicina de Harvard, tras lo cual la familia se trasladó a Norman, Oklahoma, donde Blaine había aceptado un puesto en la facultad de fisiología y farmacología de la universidad. Tuvieron cinco hijos: Constance, nacida en 1911; Marjorie, en 1912; Barbara, en 1916; Eleanor, en 1918; y Janet, en 1922. Eleanor murió de neumonía a los nueve años en Columbus, Ohio.
De 1913 a 1927 estudió las aves de Oklahoma, que se publicaron finalmente como "Birds of Oklahoma" en 1931. Durante su estancia en Oklahoma, también se interesó mucho por la psicología infantil, sobre la que publicó 18 artículos. Constance fue el tema de su primer estudio como parte de su maestría Development of a Child's Vocabulary in Relation to Environment (1915), en español Desarrollo del vocabulario infantil en relación con el medio ambiente. Estudió a sus propios hijos, su vocabulario, la longitud de las frases y el desarrollo del habla. Nice publicó los vocabularios de Marjorie y Eleanor en Proceedings of the Oklahoma Academy of Sciences (1927). Observó que 19 niños de tres años tenían un vocabulario medio de 910 palabras y alcanzaban las 3.000 a los seis años. Esto contradecía la vieja idea de que un obrero tenía un vocabulario inferior a 300 palabras. También estudió las palomas de luto y escribió sobre ellas en varias partes. Asistió a las reuniones de la Asociación Nacional de Sociedades Audubon y llegó a conocer a muchos ornitólogos de la región. La ornitóloga Althea Sherman, 30 años mayor que Nice, le sirvió de mentora al principio de su carrera.
En 1927 se trasladó a Columbus, Ohio, donde Blaine había aceptado una cátedra en la Universidad Estatal de Ohio. Este traslado le brindó la oportunidad de conocer a más ornitólogos de los alrededores. En una reunión de la AOU en 1927, Florence Merriam Bailey la saludó como "la señora de la paloma de luto". Aquí llevó a cabo un estudio de gorriones cantores que la consagró como una de las ornitólogas más destacadas del mundo, registrando el comportamiento de aves individuales durante un largo periodo de tiempo. Estudió inicialmente dos parejas anilladas de pájaros, llamadas Uno y 4M, y más tarde 69 parejas anilladas. A partir de 1929, pasó ocho años estudiando estas aves y se centró en las interacciones, la cría, la territorialidad, el aprendizaje, el instinto y el canto. En 1931 conoció a Ernst Mayr en una reunión de la Unión Americana de Ornitólogos (AOU), y éste, encantado de conocer a una estadounidense "interesada en algo más que registros faunísticos y bonitas fotografías", la animó a escribir y organizó la publicación de los resultados de sus estudios. Tras la publicación, Nice fue elegida primera mujer presidenta del Wilson Club y se convirtió en la quinta mujer en ser miembro de la AOU, a lo que siguió una beca en 1934.
En 1932 la familia viajó a Europa para asistir al Congreso Fisiológico Internacional de Roma. En 1938 pasó dos meses estudiando los hábitos de las aves cautivas con Konrad Lorenz en Austria. Después de que la familia se trasladara a Chicago en 1936, fue vicepresidenta de la Sociedad Ornitológica de Chicago y directora de la Sociedad Audubon de Illinois. Escribió dos populares libros sobre sus estudios, The Watcher at the Nest (1939) y The Behavior of the Song Sparrow (1943).
Hacia el final de la Segunda Guerra Mundial, trabajó junto con Joseph Hickey y otros para ayudar a los ornitólogos europeos. Como defensora de la vida salvaje y la conservación, Nice luchó por preservar el Refugio de Vida Salvaje de las Montañas Witchita, el Monumento Nacional de los Dinosaurios y las secuoyas de California, entre otros proyectos.
Al igual que su mentora, Althea Sherman, Nice se autofinanció la mayor parte de sus esfuerzos científicos, lo que era importante debido a la discriminación de género generalizada en los círculos científicos de la época. : 172 
Margaret Morse Nice murió en Chicago el 26 de junio de 1974 a causa de arteriosclerosis, dos meses después de la muerte de su marido.

## Contribuciones a la ornitología

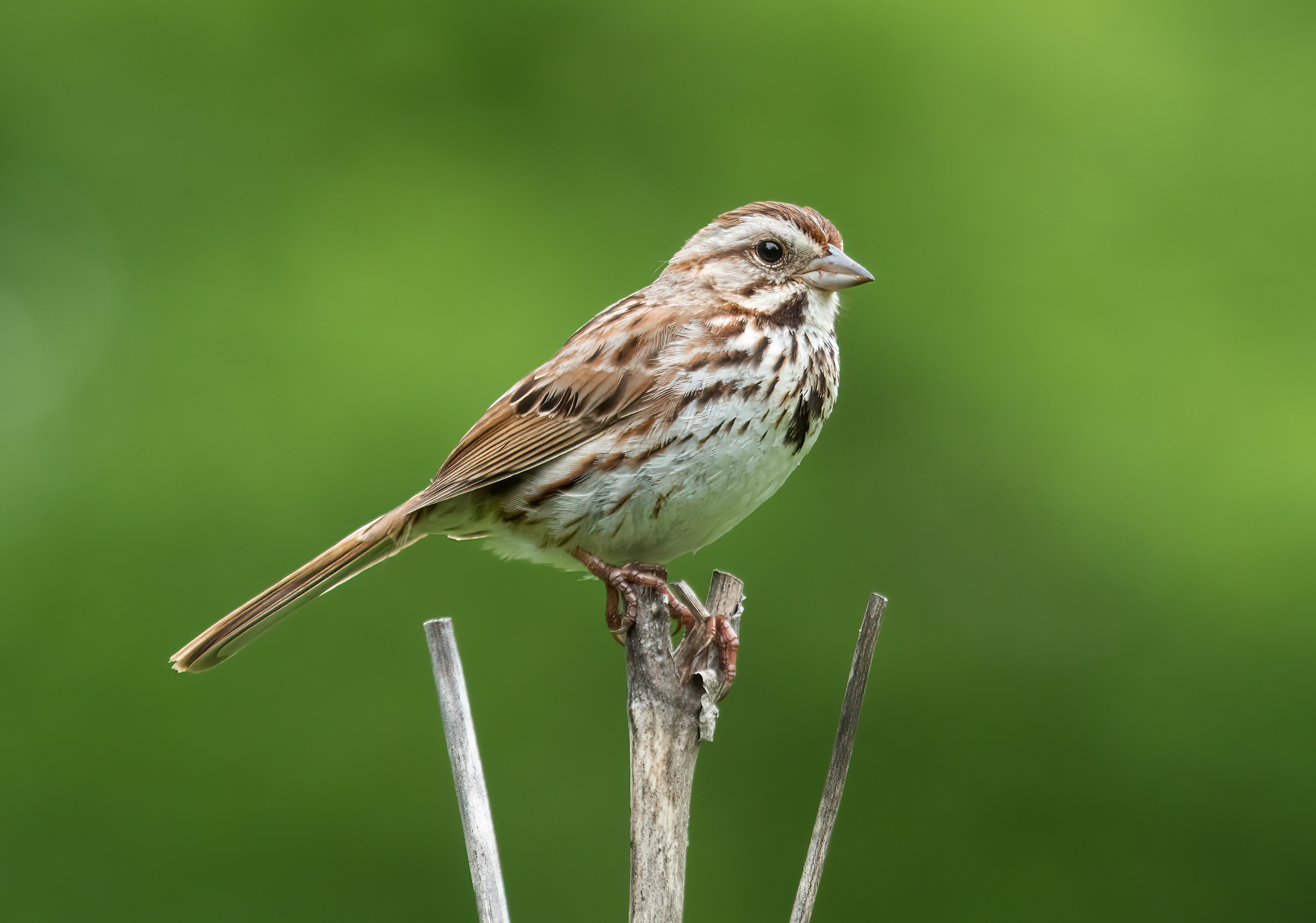
gorrión cantor

Nice trabajó en lasistorias de vida de las aves en una época en la que la mayor parte de la atención se centraba en la recopilación, la descripción y el listado geográfico. Su trabajo sobre el gorrión cantor en particular se considera un hito, y su trabajo en general se consideró "tan vasto y difícil que la mente se aturde ante el tiempo y la paciencia necesarios" .  Ernst Mayr escribió que Niza "inició casi por sí sola una nueva era en la ornitología estadounidense y el único contramovimiento eficaz contra el movimiento de persecución de listas". Su primer artículo de investigación se publicó con la ayuda de Mayr y Erwin Stresemann en el German Journal für Ornithologie en 1933 y 1934 porque las revistas estadounidenses no aceptaban artículos tan extensos.
Nice escribió casi 250 artículos sobre aves, 3.000 reseñas de libros y varios libros, incluidos Birds of Oklahoma (1924, 1931), The Watcher at the Nest (1939) y su autobiografía. Su autobiografía fue publicada póstumamente con un prefacio de Konrad Lorenz.

## Honores
Niza fue nombrada miembro honorario de las sociedades ornitológicas británica, finlandesa, alemana, holandesa y suiza. Recibió la Medalla Brewster de la AOU en 1942 por sus estudios sobre el gorrión cantor, convirtiéndose en la segunda mujer en recibirla después de Florence Merriam Bailey. Recibió dos doctorados honoris causa, uno del Mount Holyoke College durante una reunión de clase (1955) y otro del Elmira College (1962). El decano Richard Bond de Elmira College dijo sobre ella:

She used the outdoors near her home as her laboratory and common species of birds as her subject. In so doing, she joined the ranks of the eminent ornithologists of all time, who saw so much in what appeared common to so many
Nice 1979:262–263

El ornitólogo Robert Dickerman nombró en su honor a una subespecie mexicana de gorrión cantor ( Melospiza melodia niceae ).
En 1997, la Sociedad de Ornitología Wilson estableció la Medalla Margaret Morse Nice por su trabajo en ornitología.

## Publicaciones Seleccionadas
- Nice, M. M. 1910. Food of the bobwhite. J. Econ. Ent. 3:295–313.
- Nice, M. M. 1930. Observations at a nest of Myrtle Warblers. Wilson Bull. 42:60–61.
- Nice, M. M. 1931. The birds of Oklahoma. Revised edition. Publ. Okla. Biol. Survey 3:1–224.
- Nice, M. M. 1937. Studies in the life history of the Song Sparrow. I. A population study of the Song Sparrow. Trans. Linn. Soc. N.Y. 4:1–247.
- Nice, M. M. 1939a. The social kumpan and the Song Sparrow. Auk 56:255–262. PDF
- Nice, M. M. 1939b. The watcher at the nest. Macmillan, New York.
- Nice, M. M. 1941. The role of territory in bird life. Am. Midl. Nat. 26:441–487.
- Nice, M. M. 1943. Studies in the life history of the Song Sparrow. II. The behavior of the Song Sparrow and other passerine birds. Trans. Linn. Soc. N.Y. 6:1–328.
- Nice, M. M. 1954. Problems of incubation periods in North American birds. Condor 56: 173–197.
- Nice, M. M. 1962. Development of behavior in precocial birds. Trans. Linn. Sot. N.Y. 8: l-211.
- (with L. B. Nice) (1914) A city kept awake by the honking of migrating geese. Bird-Lore 16 : 119.
- A third Christmas census. Proceedings of the Oklahoma Academy of Science 2 (1922):31–32.
- Nesting records from 1920 to 1922 from Norman, Oklahoma. University of Oklahoma Bulletin 3 (1923): 61–67.
- Extension of range of the robin and Arkansas kingbird in Oklahoma. Auk 41 (1924): 565–568.
- (with L. B. Nice) The birds of Oklahoma. University of Oklahoma Bulletin n.s. (286) (1924): 1–122.
- Observations on shorebirds in central Oklahoma in 1924. Wilson Bulletin 37 (1925): 199–203.
- The bird life of a forty acre tract in central Oklahoma. University of Oklahoma Bulletin. Proceedings of the Oklahoma Academy of Science 7 (1927): 75–93.
- New nesting records in Cleveland County in 1925 and 1926. University of Oklahoma Bulletin. Proceedings of the Oklahoma Academy of Science 7 (1927): 72–74.
- Pileated woodpeckers wintering in Cleveland County, Oklahoma. Auk 44 (1927): 103.
- Seasonal fluctuations in bird life in central Oklahoma. Condor 29 (1927): 144–149.
- Late nesting of indigo bunting and field sparrow in southeastern Ohio. Auk 45 (1928): 102.
- Magnolia warblers in Pelham, Massachusetts in 1928. Wilson Bulletin 40 (1928): 252–253.
- The morning twilight song of the crested flycatcher. Wilson Bulletin 40 (1928): 225.
- Adventures at a window shelf. Oologist 46 (1929): 161–163.
- Domestic pigeons nest hunting on a mountain top. Auk 46 (1929): 543–544.
- Eight-mile censuses in 1927. Condor 31 (1929): 79.
- The Harris sparrow in central Oklahoma. Condor 31 (1929): 57–61.
- A hawk census from Arizona to Massachusetts. Wilson Bulletin 41 (1929): 93–95.
- Vocal performances of the rock wren in Oklahoma. Condor 31 (1929): 248–249.
- American egret and anhinga nesting in Oklahoma. Auk 55 (1930): 121–122.
- A list of the birds of the campus of the University of Oklahoma. Publications of the University of Oklahoma Biological Survey 2 (1930): 195–207.
- The Birds of Oklahoma. Rev. ed. Norman: University of Oklahoma Press, 1931.
- Notes on the twilight songs of the scissor-tailed and crested flycatchers. Auk 48 (1931): 123–124.
- Measurements of the white-throated and other sparrows to determine sex. Bird-Banding 3 (1932): 30–31.
- Female quail 'Bob-whiting.'  Auk 50 (1933): 97.
- Locating returned song sparrows as nestlings. Bird-Banding 4 (1933): 51–52.
- Robins and Caroline chickadees remating. Bird-Banding 4 (1933): 157.
- Zur Naturgeschichte des Singammers. Journal fu¨r Ornithologie 81 (1933): 552–595.
- Zur Naturgeschichte des Singammers. Journal fu¨r Ornithologie 82 (1934): 1–96.
- The Eighth International Ornithological Congress. Bird-Banding 6 (1935): 29–31.
- Some ornithological experiences in Europe. Bird-Banding 4 (1935): 147–154.
- Storks in trees. Wilson Bulletin 47 (1935): 270–271.
- (with L. B. Nice and R. M. Kraft) Erythrocytes and hemoglobin in the blood of some American birds. Wilson Bulletin 47 (1935): 120–124.
- Late nesting of myrtle and black-throated green warblers in Pelham, Massachusetts. Auk 53 (1936): 89.
- Curious ways of the cowbird. Bird-Lore 39 (1937): 196–201.

### Psicología infantil
- El desarrollo del vocabulario de un niño en relación con el medio ambiente. Tesis de maestría, Universidad Clark, 1915. Publicado en Seminario Pedagógico 22 (1915): 35–64.
- El discurso de un niño zurdo. Clínica Psicológica 9 (1915): 115-117.
- El desarrollo del habla de un niño de dieciocho meses a seis años. Seminario Pedagógico 24 (1917): 204–243.
- Ambidestreza y retraso en el desarrollo del habla. Seminario Pedagógico 25 (1918): 141–162.
- Sobre conversaciones de todo el día. Seminario Pedagógico 27 (1920): 166–177.
- Un niño y la naturaleza. Seminario Pedagógico 28 (1921): 22–39.
- Un niño que no hablaba. Actas de la Academia de Ciencias de Oklahoma 2 (1922): 108–111.
- Manualidad y habla. Actas de la Academia de Ciencias de Oklahoma 2 (1922): 10.

## Otras fuentes
- Ogilvie, Marilyn Bailey (2018). Para las aves: la ornitóloga estadounidense Margaret Morse Nice. Norman, Oklahoma: Prensa de la Universidad de Oklahoma.ISBN 978-0-8061-6069-6
- Dunlap, Julia. "Pájaros en los arbustos: una historia sobre Margaret Morse Nice". Ilustrado por Ralph L. Ramstad. 1996. Carolrhoda Books, Inc., Minneapolis, MN. +63 págs.ISBN 1-57505-006-4 .
- Bonito, MM 1979. "Para mí la investigación es una pasión." Publicaciones consolidadas de Amethyst, Toronto.